# Crucero de Hío

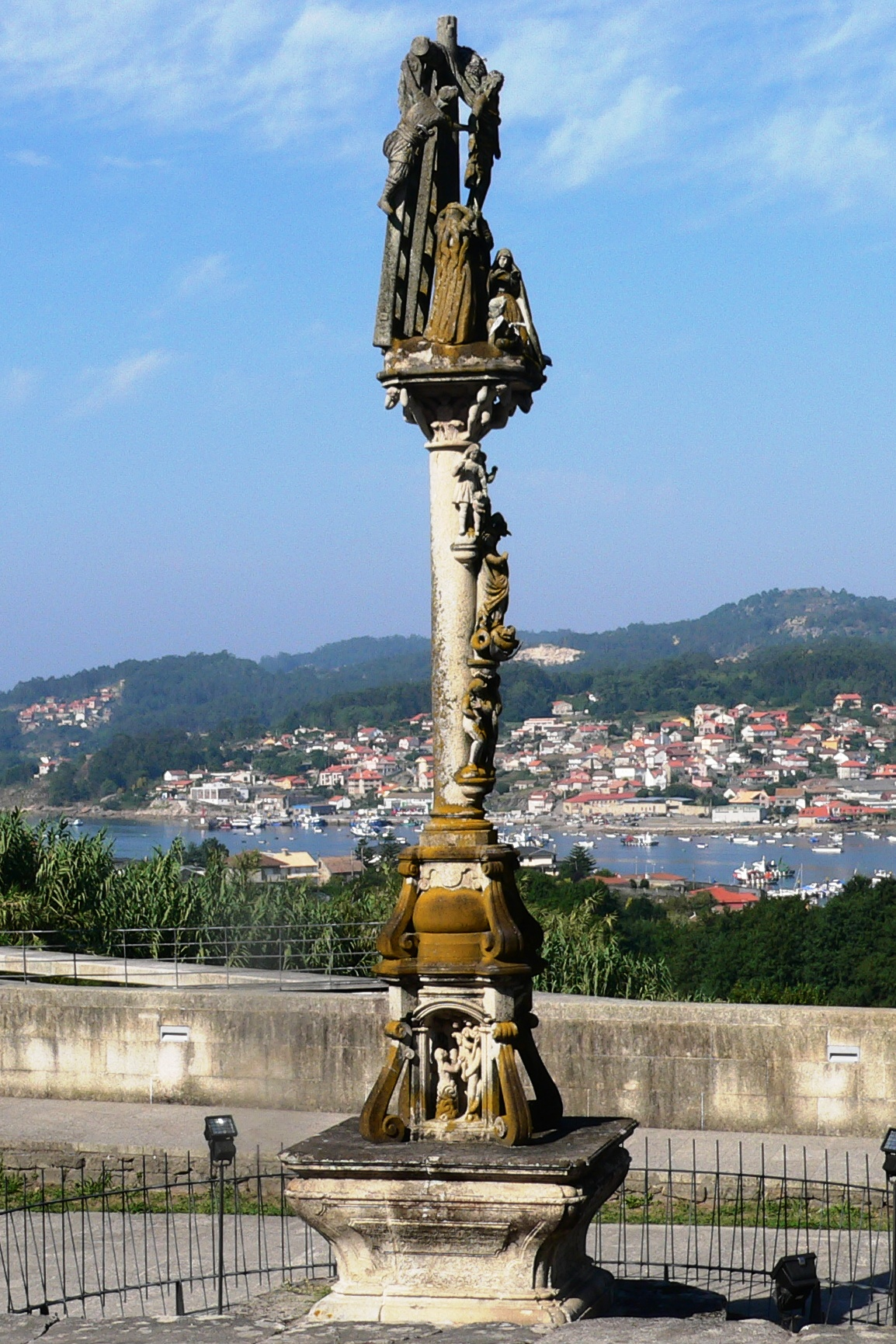
El crucero.

El crucero de Hío (en gallego: cruceiro do Hío) es un monumento escultórico, considerado como el mejor crucero de Galicia (España). Está situado en la plaza de la iglesia de San Andrés, en Hío, municipio de Cangas de Morrazo. Tallado en 1872, se discute su autoría; las opciones más defendidas son los canteros y escultores José Cerviño García e Ignacio Cerviño Quinteiro. A excepción de algunas tallas exentas, casi todo el crucero se elaboró con una sola pieza de granito.

## Escultura
Su talla representa dramáticamente los momentos más significativos de la vida humana, desde la creación hasta la redención, de forma simbólica. La iconografía es barroca. El propio simbolismo de las figuras está discutido.
La escena principal representa el descendimiento o desenclavado de Cristo. La figura central es Jesús, ya muerto, al que están bajando de la cruz sujeto con una tela pasada por debajo de los brazos. Dos hombres están subidos a una escalera a la altura de los brazos de la cruz. Son José de Arimatea (propietario del sepulcro en el que se va a enterrar a Jesús) y Nicodemo (un fariseo próximo a Jesús). Ambos sujetan el paño y van descendiendo el cuerpo hasta las manos de San Juan, quien, al pie de la cruz, lo toma por las piernas. San Juan está acompañado por la Virgen María y María Magdalena. Completan el grupo dos angelotes.
El crucero está sobre un pedestal, cuya cara superior imita la forma de un monte. El pedestal se apoya sobre cuatro ángeles, a modo de atlantes.

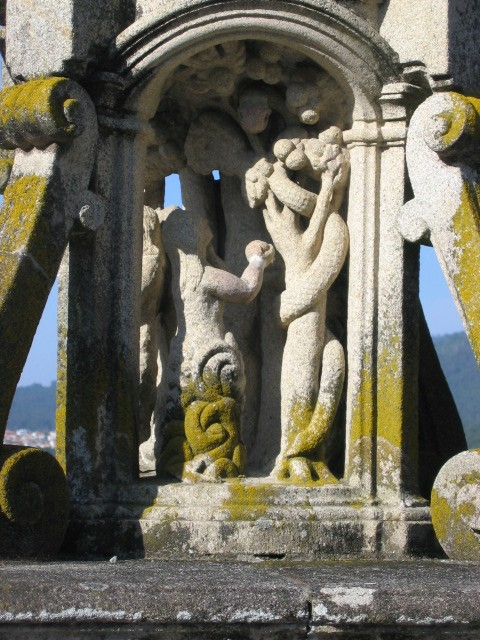
Eva, detalle de la base.

En el fuste, de sección circular, hay tres escenas. La superior son dos ancángeles, uno de ellos pisando la cabeza de una serpiente y el otro parece que está acogiendo a un niño o protegiendo un alma. Debajo de ellos, la Virgen está pisando a un dragón o a una serpiente, símbolos clásicos del demonio, representado la salvación; la serpiente se protege con una media luna. Finalmente, bajo la Virgen, aparecen las figuras de Adán y Eva expulsados del Paraíso, desnudos y tapándose, avergonzados de su pecado.
Una inscripción en el fuste, casi ilegible, indica la fecha en que fue hecho.
En la base del crucero, a modo de capillita, se abren cuatro hornacinas. En la primera, aparecen representadas las «almas del purgatorio», o almiñas, pidiendo a la Virgen su intersección (para algunos es la Virgen del Carmen; una de esas almas, que pide ayuda para salir del purgatorio, está tocada con una mitra de obispo. En la segunda hornacina, aparece Cristo resucitado en el limbo de los justos (otros creen ver a Cristo sacando las almas del infierno o, también, a la Virgen con Jesús). Finalmente, en las otras dos hornacinas, cada uno en una, Adán y Eva en el Paraíso al pie de un manzano, con el demonio en forma de serpiente tentando a Eva y reptando por el tronco; ambos, Adán y Eva, tienen la mitad inferior del cuerpo tapada por lo que parecen ser lapas, en alusión a las consecuencias del pecado original; otra posible interpretación es que las imágenes recojan el momento de cometer el pecado original y que lo que les cubra sea la vegetación, en un intento ingenuo de ocultar los órganos sexuales a la vista de los fieles.

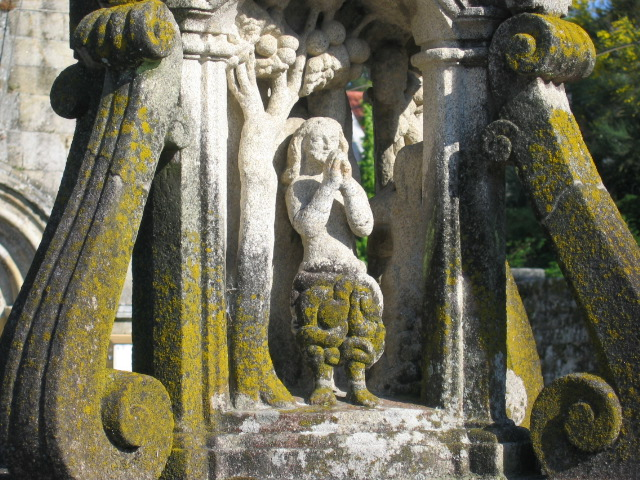
Adán.

El crucero está erigido sobre una escalinata de tres peldaños, de forma octogonal, con los ángulos redondeados, sobre la que se asienta una mesa que sostiene el fuste en su centro. Todo el conjunto está rodeado por una reja metálica que lo intenta proteger de los visitantes. Entre la iglesia y el crucero se yergue una columna con un ángel que mira al crucero.

## Estado de conservación
El estado de conservación del crucero es relativamente bueno. Sobre él, hay un crecimiento considerable de líquenes que cubren amplias zonas. Sufrió el trato irrespetuoso de dos turistas que llegaron a romper alguna de las figuras, que fueron reparadas o sustituidas.
Parece ser que las figuras de Adán y Eva del fuste son obra de Manuel Coia, un escultor de Nerga, lugar de esta misma parroquia de Hío.